# Valsbøl Pastorat
Valsbøl Pastorat er en del af Dansk Kirke i Sydslesvig (DKS) under Danske Sømands- og Udlandskirker, og består af fire prædikesteder i den nordlige del af Sydslesvig ved grænsen til Danmark.
De fire prædikesteder er: 
- Medelby Danske Menighed i nord, grænsende op til Danmark
- Skovlund Danske Menighed i den midtvestlige del
- Valsbøl Danske Menighed i den midtøstlige del, hvor også præstegården ligger
- Store Vi Danske Menighed i pastoratets sydlige del

## Ekstern henvisning
- Valsbøl Pastorat Arkiveret 8. februar 2009 hos  Wayback Machine

| Kristendom | Spire Denne artikel om kristendom er en spire som bør udbygges. Du er velkommen til at hjælpe Wikipedia ved at udvide den. |